# Rajd Wisły 2023
68. Rajd Wisły – 68. edycja Rajdu Wisły. Był to rajd samochodowy rozgrywany od 29 do 30 września 2023 roku. Bazą rajdu była miejscowość Szczyrk. Była to siódma runda Rajdowych Samochodowych Mistrzostw Polski w roku 2023.

## Lista zgłoszeń[1]
Poniższa lista spośród 40 zgłoszonych zawodników obejmuje tylko zawodników startujących w najwyższej klasie 2, samochodami grupy R5.
| Nr | Kierowca            | Pilot             | Samochód               | Klasa | Klasyfikacja |
| -- | ------------------- | ----------------- | ---------------------- | ----- | ------------ |
| 1  | Łukasz Byśkiniewicz | Łukasz Siatkowski | Škoda Fabia Rally2 evo | 2     | Poland       |
| 2  | Kacper Wróblewski   | Jakub Wróbel      | Škoda Fabia Rally2 evo | 2     | Poland       |
| 3  | Sylwester Płachytka | Rafał Fiołek      | Škoda Fabia Rally2 evo | 2     | Poland       |
| 4  | Jarosław Kołtun     | Ireneusz Pleskot  | Ford Fiesta Rally2     | 2     | Poland       |
| 5  | Jarosław Szeja      | Marcin Szeja      | Hyundai i20 R5         | 2     | Poland       |
| 6  | Aleksander Terlecki | Michał Marczewski | Škoda Fabia Rally2 evo | 2     | Poland       |
| 7  | Dariusz Poloński    | Łukasz Sitek      | Volkswagen Polo GTI R5 | 2     | Poland       |
| 8  | Michał Tochowicz    | Piotr Białowąs    | Citroën C3 Rally2      | 2     | Poland       |

## Zwycięzcy odcinków specjalnych[2]
| Dzień | Numer odcinka | Nazwa odcinka           | Długość  | Zwycięzca odcinka | Samochód               | Czas    | Lider rajdu       |
| ----- | ------------- | ----------------------- | -------- | ----------------- | ---------------------- | ------- | ----------------- |
| 29 IX | OS1           | Kubalonka 1             | 5,06 km  | Kacper Wróblewski | Škoda Fabia Rally2 evo | 2:42.3  | Kacper Wróblewski |
| 29 IX | OS2           | Partecznik 1            | 9,02 km  | Jarosław Szeja    | Hyundai i20 R5         | 6:24.1  | Jarosław Szeja    |
| 29 IX | OS3           | Jaszowiec 1             | 7,46 km  | Kacper Wróblewski | Škoda Fabia Rally2 evo | 4:09.1  | Kacper Wróblewski |
| 29 IX | OS4           | Kubalonka 2             | 5,06 km  | Jarosław Szeja    | Hyundai i20 R5         | 2:44.4  | Kacper Wróblewski |
| 29 IX | OS5           | Partecznik 2            | 9,02 km  | Kacper Wróblewski | Škoda Fabia Rally2 evo | 6:24.1  | Kacper Wróblewski |
| 29 IX | OS6           | Jaszowiec 2             | 7,46 km  | Kacper Wróblewski | Škoda Fabia Rally2 evo | 4:10.9  | Kacper Wróblewski |
| 30 IX | OS7           | Istebna 1               | 11,00 km | Kacper Wróblewski | Škoda Fabia Rally2 evo | 8:31.5  | Kacper Wróblewski |
| 30 IX | OS8           | Rychwałd 1              | 24,14 km | Kacper Wróblewski | Škoda Fabia Rally2 evo | 15:02.0 | Kacper Wróblewski |
| 30 IX | OS9           | Istebna 2               | 11,00 km | Kacper Wróblewski | Škoda Fabia Rally2 evo | 8:00.8  | Kacper Wróblewski |
| 30 IX | OS10          | Rychwałd 2              | 24,14 km | Kacper Wróblewski | Škoda Fabia Rally2 evo | 16:14.8 | Kacper Wróblewski |
| 30 IX | OS11          | Istebna 3 [Power Stage] | 11,00 km | Kacper Wróblewski | Škoda Fabia Rally2 evo | 8:33.1  | Kacper Wróblewski |

### Power Stage – OS11[3]
| Miejsce | Kierowca            | Pilot             | Samochód               | Czas/Strata | Punkty |
| ------- | ------------------- | ----------------- | ---------------------- | ----------- | ------ |
| 1       | Kacper Wróblewski   | Jakub Wróbel      | Škoda Fabia Rally2 evo | 8:33.1      | 5      |
| 2       | Łukasz Byśkiniewicz | Łukasz Siatkowski | Škoda Fabia Rally2 evo | +9.4        | 4      |
| 3       | Jarosław Kołtun     | Ireneusz Pleskot  | Ford Fiesta Rally2     | +10.7       | 3      |
| 4       | Marek Nowak         | Adam Grzelka      | Opel Corsa Rally4      | +29.3       | 2      |
| 5       | Błażej Gazda        | Maciej Mikuliszyn | Opel Corsa Rally4      | +38.6       | 1      |

## Klasyfikacje rajdu
W klasyfikacji RSMP dodatkowe punkty przyznawane są za odcinek Power Stage.
| Miejsce                      | Kierowca            | Pilot               | Samochód                    | Czas      | Strata   | Grupa | Punkty |
| ---------------------------- | ------------------- | ------------------- | --------------------------- | --------- | -------- | ----- | ------ |
| Klasyfikacja generalna rajdu |                     |                     |                             |           |          |       |        |
| 1                            | Kacper Wróblewski   | Jakub Wróbel        | Škoda Fabia Rally2 evo      | 1:23:01.8 | –        | 2     |        |
| 2                            | Łukasz Byśkiniewicz | Daniel Siatkowski   | Škoda Fabia Rally2 evo      | 1:24:27.1 | +1:25.3  | 2     |        |
| 3                            | Jarosław Kołtun     | Ireneusz Pleskot    | Ford Fiesta Rally2          | 1:26:20.3 | +3:18.5  | 2     |        |
| 4                            | Jakub Matulka       | Daniel Dymurski     | Ford Fiesta Rally3          | 1:27:54.7 | +4:52.9  | 3     |        |
| 5                            | Jacek Jurecki       | Piotr Jamroziak     | Peugeot 208 R2              | 1:31:52.4 | +8:50.6  | 4R2   |        |
| 6                            | Marcin Górny        | Jarosław Janasz     | Peugeot 208 Rally4          | 1:32:05.4 | +9:03.6  | 4     |        |
| 7                            | Marek Nowak         | Adam Grzelka        | Opel Corsa Rally4           | 1:32:32.6 | +9:30.8  | 4     |        |
| 8                            | Michał Chorbiński   | Adam Chrzanowski    | Opel Adam R2                | 1:32:56.1 | +9:54.3  | 4R2   |        |
| 9                            | Hubert Kowalczyk    | Jarosław Hryniuk    | Peugeot 208 Rally4          | 1:33:19.3 | +10:17.5 | 4     |        |
| 10                           | Błażej Gazda        | Maciej Mikuliszyn   | Renault Clio Rally4         | 1:34:06.3 | +11:04.5 | 4     |        |
| Klasyfikacja RSMP            |                     |                     |                             |           |          |       |        |
| 1                            | Kacper Wróblewski   | Jakub Wróbel        | Škoda Fabia Rally2 evo      | 1:23:01.8 | –        | 2     | 30+5   |
| 2                            | Łukasz Byśkiniewicz | Daniel Siatkowski   | Škoda Fabia Rally2 evo      | 1:24:27.1 | +1:25.3  | 2     | 24+4   |
| 3                            | Jarosław Kołtun     | Ireneusz Pleskot    | Ford Fiesta Rally2          | 1:26:20.3 | +3:18.5  | 2     | 21+3   |
| 4                            | Jakub Matulka       | Daniel Dymurski     | Ford Fiesta Rally3          | 1:27:54.7 | +4:52.9  | 3     | 19     |
| 5                            | Marek Nowak         | Adam Grzelka        | Opel Corsa Rally4           | 1:32:32.6 | +9:30.8  | 4     | 17+2   |
| 6                            | Michał Chorbiński   | Adam Chrzanowski    | Opel Adam R2                | 1:32:56.1 | +9:54.3  | 4R2   | 15     |
| 7                            | Hubert Kowalczyk    | Jarosław Hryniuk    | Peugeot 208 Rally4          | 1:33:19.3 | +10:17.5 | 4     | 13     |
| 8                            | Błażej Gazda        | Maciej Mikuliszyn   | Renault Clio Rally4         | 1:34:06.3 | +11:04.5 | 4     | 11+1   |
| 9                            | Piotr Krotoszyński  | Mateusz Martynek    | Ford Fiesta Rally3          | 1:35:01.9 | +12:00.1 | 3     | 9      |
| 10                           | Gracjan Predko      | Michał Jurgała      | Peugeot 208 Rally4          | 1:36:00.0 | +12:58.2 | 4     | 7      |
| 11                           | Marcin Kowal        | Sebastian Lenkowski | Ford Fiesta Rally3          | 1:36:16.6 | +13:14.8 | 3     | 5      |
| 12                           | Kamil Bronikowski   | Tomasz Tkacz        | Opel Adam R2                | 1:37:54.8 | +14:53.0 | 4R2   | 4      |
| 13                           | Tadeusz Bieńko      | Jakub Brzeziński    | Peugeot 208 R2              | 1:38:11.9 | +15:10.1 | 4R2   | 3      |
| 14                           | Piotr Ćwikliński    | Marcin Celiński     | Subaru Impreza STi N10      | 1:39:17.0 | +16:15.2 | NAT2  | 2      |
| 15                           | Paweł Grzywacz      | Błażej Czekan       | Mitsubishi Lancer Evo IX R4 | 1:39:52.3 | +16:50.5 | NAT2  | 1      |

## Klasyfikacja końcowa kierowców RSMP 2023
Punkty otrzymuje 15 pierwszych zawodników, którzy ukończą rajd według klucza:
| Miejsce | 1  | 2  | 3  | 4  | 5  | 6  | 7  | 8  | 9 | 10 | 11 | 12 | 13 | 14 | 15 |
| Punkty  | 30 | 24 | 21 | 19 | 17 | 15 | 13 | 11 | 9 | 7  | 5  | 4  | 3  | 2  | 1  |

Dodatkowe punkty zawodnicy zdobywają za ostatni odcinek specjalny zwany Power Stage, punktowany: za zwycięstwo – 5, drugie miejsce – 4, trzecie – 3, czwarte – 2 i piąte – 1 punkt.
| Miejsce | 1 | 2 | 3 | 4 | 5 |
| Punkty  | 5 | 4 | 3 | 2 | 1 |

W tabeli uwzględniono miejsce, które zajął zawodnik w poszczególnym rajdzie, a w indeksie górnym umieszczono miejsce zajęte na ostatnim, dodatkowo punktowanym odcinku specjalnym tzw. Power Stage.
| Poz. | Kierowca            | Świdnicki | Polski | Podlaski | Małopolski | Rzeszowski | Śląska | Wisły | Suma punktów |
| ---- | ------------------- | --------- | ------ | -------- | ---------- | ---------- | ------ | ----- | ------------ |
| 1    | Grzegorz Grzyb      | 14        | 34     | 1        | 13         | 13         | 43     |       | 178          |
| 2    | Łukasz Byśkiniewicz | 45        | 4      | 4        | 31         | 34         | 24     | 2     | 164          |
| 3    | Jarosław Kołtun     | 7         | 6      | 65       | 5          | 5          | 6      | 3     | 119          |
| 4    | Sylwester Płachytka | 21        | 53     | 2        | NU         | 42         | 5      | NU    | 118          |
| 5    | Kacper Wróblewski   |           |        |          |            | 21         | 1      | 1     | 99           |
| 6    | Jarosław Szeja      | 53        | 225    | 3        | NU         |            | 32     | NU    | 67           |
| 7    | Mārtiņš Sesks       | 32        | 1      |          |            | 28         |        |       | 60           |
| 8    | Aleksander Terlecki | 8         |        | 15       | 7          | 7          | 7      | NU    | 51           |
| 9    | Jakub Matulka       | 10        | 15     | 8        | 10         | NU         | 11     | 4     | 50           |
| 10   | Dariusz Poloński    | NU        |        |          | 2          | 6          | 29     | NU    | 43           |
| 11   | Rafał Kwiatkowski   | 9         | NU     | 9        | 6          | NU         | 9      |       | 42           |
| 12   | Łukasz Kotarba      | NU        | 23     | 53       | 4          | 26         |        |       | 41           |
| 13   | Gracjan Predko      | 12        | 8      | 12       | 13         | 9          | 13     | 10    | 41           |
| 14   | Hubert Kowalczyk    | 14        | 13     | 18       | 9          | 12         | 10     | 7     | 38           |
| 15   | Piotr Parys         | 6         | 21     | 7        | NU         | 10         | 22     | NU    | 35           |
| 16   | Marek Nowak         | 15        | 26     | 17       | 11         | 14         | 12     | 54    | 31           |
| 17   | Piotr Krotoszyński  | 16        | 9      | 10       | 19         | 11         | 15     | 9     | 31           |
| 18   | Mikołaj Marczyk     |           | 2      |          |            |            |        |       | 28           |
| 19   | Jacek Sobczak       | NU        |        | 14       | NU         | 8          | 8      |       | 24           |
| 20   | Marek Roefler       | 19        | 7      | 11       | NU         |            | 17     |       | 18           |
| 21   | Michał Chorbiński   | 26        |        |          | 14         | NU         | 20     | 6     | 17           |
| 22   | Michał Tochowicz    | 11        |        |          | 8          | NU         | NU     | NU    | 16           |
| 23   | Błażej Gazda        | 21        | 14     | 21       | NU         | 29         | 14     | 85    | 16           |
| 24   | Tomasz Ociepa       |           | 10     | NU       | 18         | 15         | 18     |       | 8            |
| 25   | Filip Pindel        | 17        | 12     | 20       | 12         |            |        |       | 8            |
| 26   | Grzegorz Bonder     | 13        |        | 13       | 32         |            |        |       | 6            |
| 27   | Marcin Kowal        | 23        | 24     | NU       |            | 18         | NU     | 11    | 5            |
| 28   | Artur Długosz       | 20        | 11     | 19       | NU         |            |        |       | 5            |
| 29   | Kamil Bronikowski   | 37        |        |          | NU         | 23         | 24     | 12    | 4            |
| 30   | Tadeusz Bieńko      |           | 16     | 23       | 25         | NU         | 31     | 13    | 3            |
| 31   | Jakub Ulanowski     |           |        |          |            | 13         | NU     | NU    | 3            |
| 32   | Piotr Ćwikliński    | NU        | 19     | 24       | 16         | 19         | 23     | 14    | 2            |
| 33   | Paweł Grzywacz      | 22        |        | 16       | NU         | 20         | 19     | 15    | 1            |
| 34   | Artur Równiatka     | NU        |        |          | 15         |            |        |       | 1            |
| Poz. | Kierowca            | Świdnicki | Polski | Podlaski | Małopolski | Rzeszowski | Śląska | Wisły | Suma punktów |